# Carl Castenschiold
Carl Vilhelm Behagen Castenschiold (14. februar 1837 på Borreby – 23. juli 1919 sammesteds) var en dansk officer og godsejer.
Hans forældre var Henrik Castenschiolds søn, godsejer Adolph Frederik Holten Castenschiold til Borreby og Else Marie f. Olsen, enke efter premierløjtnant i Søetaten Hans Jacob Hansen. Efter at have taget præliminæreksamen 1855 i København gik han til Den polytekniske Læreanstalt og afgik der fra som kandidat i mekanik 1861. Straks efter meldte han sig som officersaspirant og udnævntes i 1862 til sekondløjtnant i artilleriets krigsreserve. Som sådan indkaldtes han i november 1863 med garnison i Sønderborg, og han var nu meget virksom ved Dybbølstillingens armering. Det var dog navnlig som kommandør for skanse nr. 2, i det han skiftede med løjtnant Johan Anker, at han fik lejlighed til at udmærke sig. Så længe han var i skansen, der i særlig grad var mål for preussernes ild, var han utrættelig i at udbedre skaden og i at opmuntre folkene, medens han oftere med held optog kampen med de tyske kanoner. 18. april kommanderede Anker i skansen, hvorfor Castenschiold, så snart angrebet begyndte, gik til nordre brohoved, senere til kirkebatteriet, hvor han blev såret. Dagen i forvejen havde han erholdt Ridderkorset.
I efteråret 1864 trådte Castenschiold ind på Den kongelige militære Højskole og udnævntes 1866 til sekondløjtnant, 1867 premierløjtnant i artilleriet, men familieforhold foranledigede ham til i 1867 at købe Borreby, efter at han 26. oktober samme år havde ægtet Karine Lucie Sophie Scavenius fra Basnæs. Castenschiold helligede sig nu helt til landvæsenet og vandt også i denne stilling ved sin ihærdighed og arbejdskraft en betydelig anseelse. Han blev således sognerådsformand, direktør for forskellige sparekasser (Sparekassen for Slagelse og Omegn og Sparekassen for Holsteinborg og Omegn), medlem af Privatbankens bankråd 1879-1910, bestyrelsesmedlem for Sorø Amts landøkonomiske Selskab og for Skælskørs Dampskibsselskab samt landvæsenskommissær, medens han i 1888 valgtes til præsident i Det Kongelige Danske Landhusholdningsselskab, hvilket han var frem til 1897. Han var en årrække medlem af repræsentantskabet for Det gjensidige Forsikringsselskab "Danmark" (i bestyrelsen fra 1895 og i repræsentantskabet fra 1889), formand for Akts. De danske Svineslagterier 1897-1915 m.m. 1917 udnævnte Skælskør ham til æresborger, og han var æresøverste i Københavns Forsvarsbrødreafdeling og æresmedlem i Slagelse Våbenbrødreafdeling fra 1893 og i Danmarks Våbenbrødreafdeling fra 1898. Desuden formand for Sorø Amts 4. valgkreds' Højrevælgerforening, medlem af Centralkommitéen og medlem af Landbokommissionen til jord til landarbejdere.
Castenschiold blev kammerherre 1886, Ridder af Dannebrog 1864, Dannebrogsmand 1887, Kommandør af 2. grad 1897 og af 1. grad 1907 og modtog Fortjenstmedaljen i guld 1914.
Gift 26. oktober 1867 i Tjæreby Kirke med Karine Lucie Sophie Scavenius (30. august 1844 på Basnæs – 31. januar 1920 på Borreby), datter af hofjægermester Jacob Brønnum Scavenius til Basnæs (1811-1850) og komtesse Henriette Sophie Bertha Eleonore Moltke (1819-1898).
Han er begravet på Magleby Kirkegård. Der findes et portrætmaleri af Otto Bache fra 1902 (Frederiksborgmuseet). Træsnit fra 1864.